# 约翰·斯洛特
約翰·德雷克·斯洛特（英語：John Drake Sloat，1781年7月26日—1867年11月28日）是美國海軍軍官，曾參與1812年戰爭與美墨戰爭，官至海軍少將，為美國太平洋艦隊早期重要指揮官之一。1846年，他在加州蒙特雷登陸，宣稱該地為美國領土，並短暫擔任加利福尼亞軍政府總督，對美國取得加州具有關鍵性意義。

## 生平

### 早年
約翰·德雷克·斯洛特於1781年7月26日出生於美國紐約州洛克蘭郡的斯洛茨堡。他的父親在他尚未出生時便去世，而母親則在他幼年早逝，斯洛特由祖父母撫養成人。他早年未受正規高等教育，但展現出對航海與軍事事務的興趣。1800年，他獲任命為美國海軍見習軍官，加入當時仍處於早期發展階段的美國海軍。

### 海軍生涯與美墨戰爭
斯洛特在軍中服役逾六十年，歷經多場重要戰事。他在1812年戰爭中擔任「富蘭克林號」上的軍官，並因戰功逐步晉升。1837年，他被任命為美國太平洋艦隊司令，負責指揮在太平洋地區的海軍部署與外交事務。

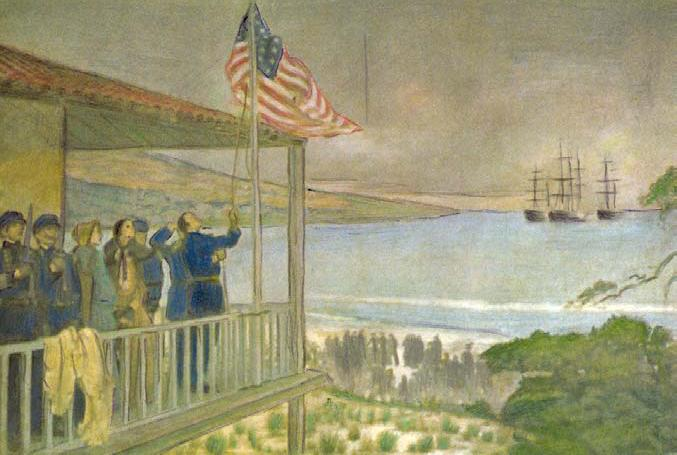
美國軍官在1846年7月7日於蒙特雷升起國旗，象徵佔領加州。

1846年美墨戰爭爆發後，華盛頓方面授命斯洛特密切關注墨西哥在上加利福尼亞的軍事動向。斯洛特率領艦隊航抵加州海岸，並於同年7月7日登陸蒙特雷，發表《占領公告》，宣布該地為美國領土並升起美國國旗。此舉是美國對加州領有的正式宣示，也象徵太平洋西岸戰略布局的一環。

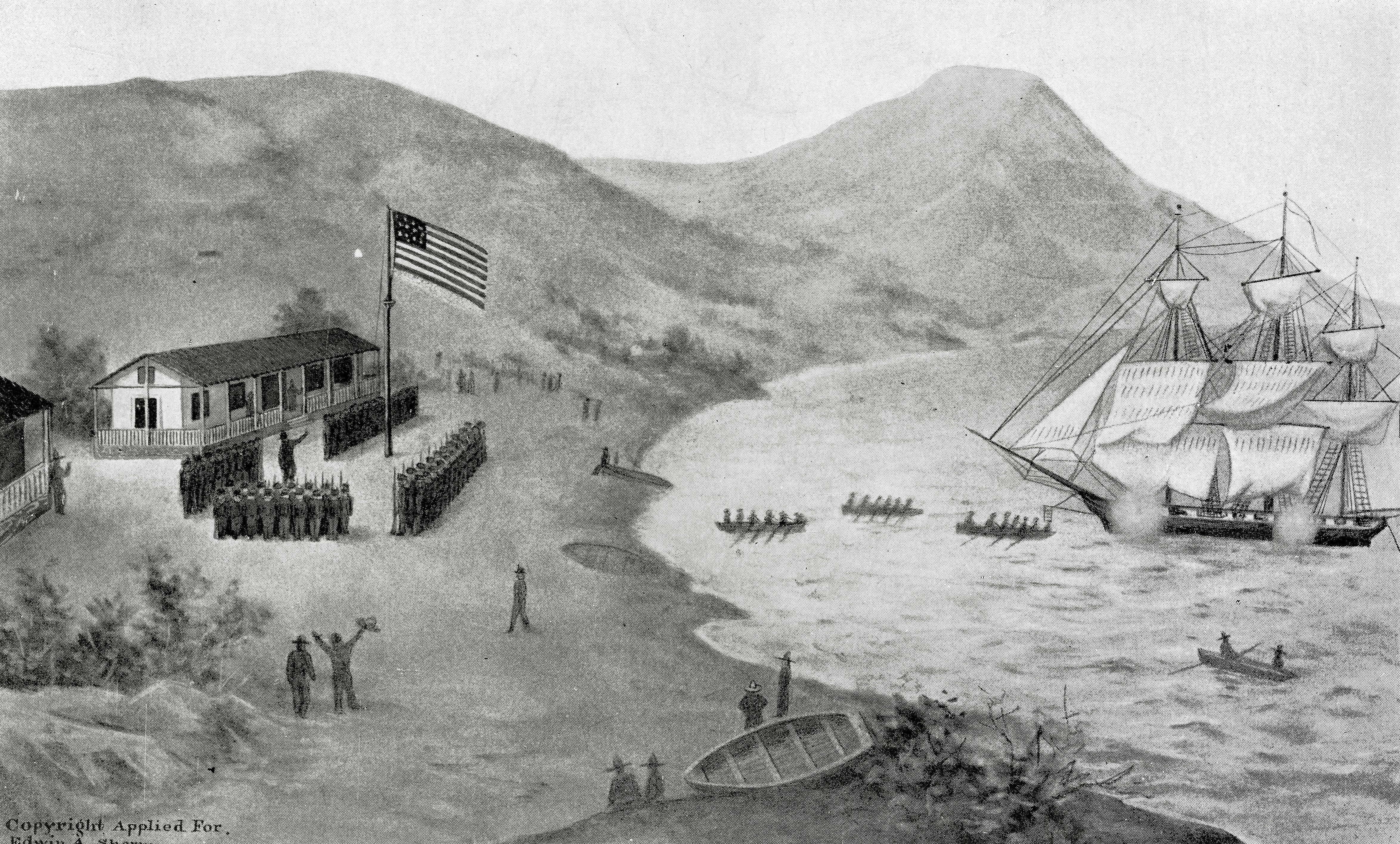
1846年7月9日，根據斯洛特命令，美國軍艦「朴次茅斯號」在舊金山（當時稱耶巴布埃納）港口升起美國國旗。

斯洛特隨後被任命為加州軍政府首任總督，任期自1846年7月7日至7月29日。由於年事已高且健康狀況不佳，他將職權移交予隨後抵達的海軍軍官羅伯特·F·斯托克頓。然而斯洛特的行動已確立美國在加州的實質控制，對後續加州的建州進程具有歷史性意義。

### 晚年與身後
在完成加州任務後，斯洛特返回東岸，繼續從事海軍行政與顧問工作。他於1861年正式退休，時年80歲，官階為海軍少將。斯洛特於1867年11月28日在紐約州逝世，享壽86歲，葬於綠蔭公墓。
為表彰其在美國西部擴張中的貢獻，加州多地以其為名，例如舊金山的「斯洛特大道」與學校、公園等公共設施。
1907年，美國政府在加州蒙特雷設立一座紀念斯洛特的紀念碑，原先計畫為雕像，惟雕塑品於1906年舊金山大地震中被毀。由於預算短缺，最終由雕刻家以一尊雕鷹代替。

## 圖片

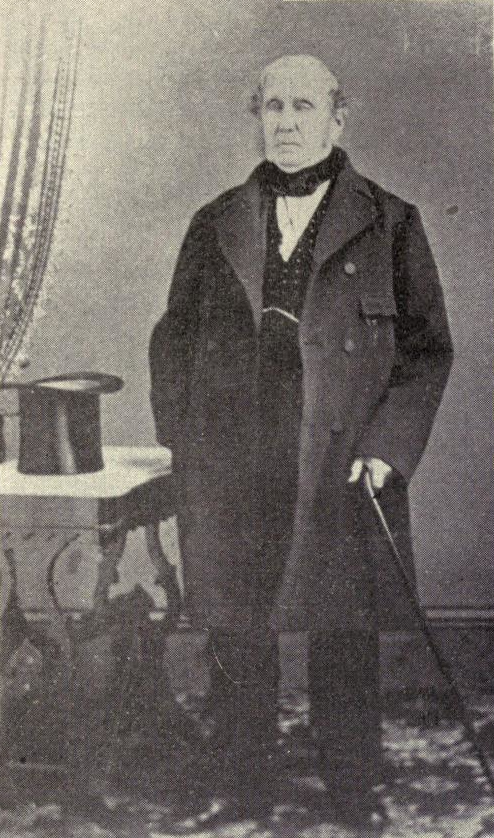
83歲時的約翰·D·斯洛特
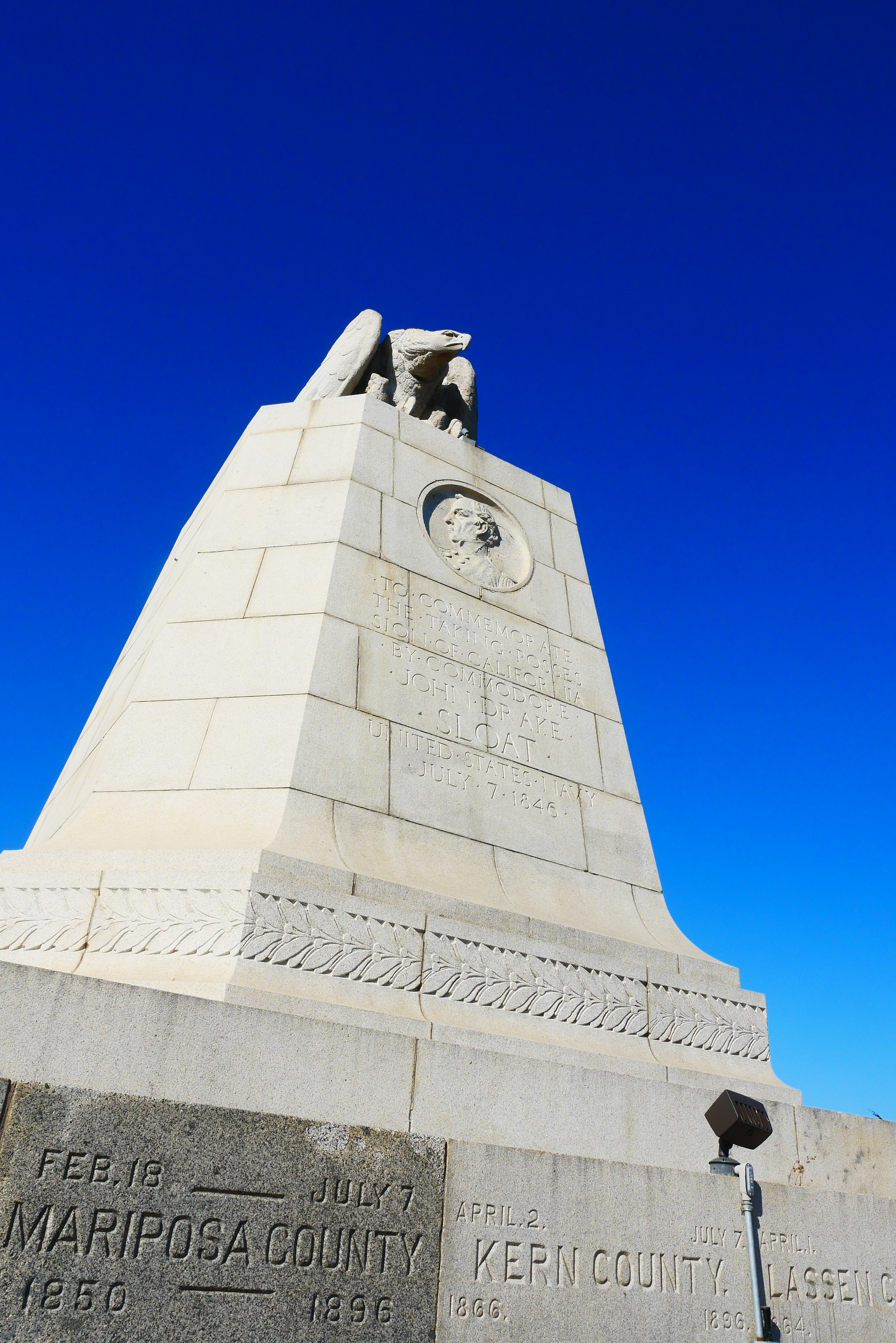
蒙特雷紀念碑，原擬為斯洛特雕像，後改以鷹代替
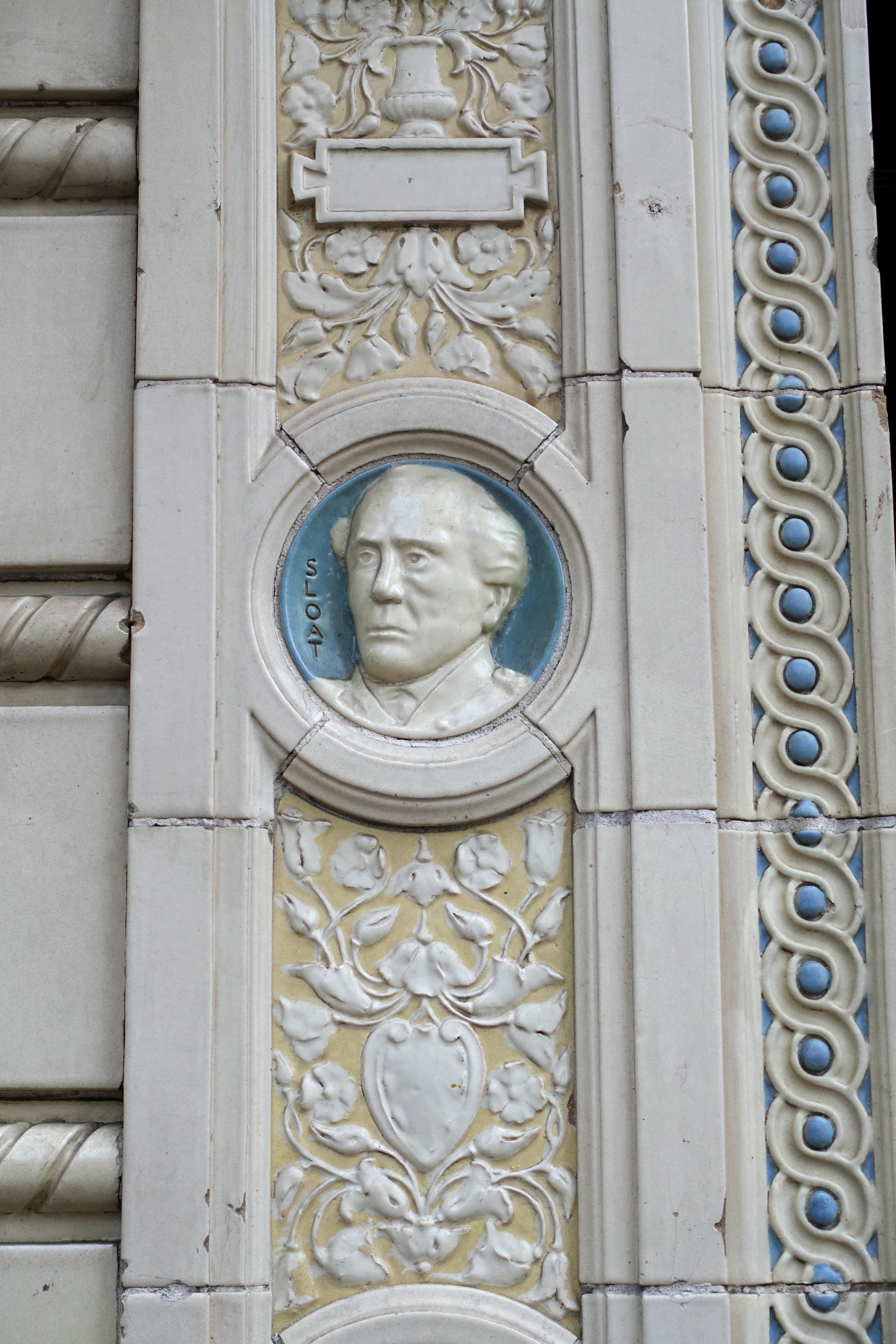
舊金山Native Sons大樓上的斯洛特浮雕銘章